# Andréi Guetman
Andréi Lavréntievich Guetman (en ruso: Андре́й Лавре́нтьевич Ге́тман; en ucraniano: Андрі́й Лавре́нтійович Ге́тьман; Klepali, Imperio ruso, 5 de octubre de 1903 – Moscú, Unión Soviética, 8 de abril de 1987) fue un oficial militar soviético que combatió en las filas del Ejército Rojo durante la Segunda Guerra Mundial. El 13 de abril de 1964 fue ascendido al rango de General del Ejército y 7 de mayo de 1965 fue nombrado Héroe de la Unión Soviética. 
Después de unirse al Ejército Rojo en 1924, se graduó de la Escuela de Comandantes Rojos en 1927 y de la Academia Militar de Mecanización y Motorización del Ejército Rojo en 1937. Posteriormente sus superiores lo enviaron a puestos en el Distrito Militar de Transbaikalia, donde luchó en la Batalla del Lago Jasan y en la Batalla de Jaljin Gol. Después del inicio de la invasión alemana de la Unión Soviética, fue trasferido al oeste para comandar la 112.º División de Tanques en la defensa de Moscú. En abril de 1942, asumió el puesto de comandante del 6.º Cuerpo de Tanques, que se convirtió en el 11.º Cuerpo de Tanques de la Guardia por sus acciones durante la Batalla de Kursk. Luego fue ascendido a comandante adjunto del 1.er Ejército de Tanques de la Guardia en agosto de 1944.
Después de la guerra, fue comandante de tanques blindados y tropas mecanizadas del Distrito Militar de Transcaucasia y jefe de Estado Mayor y subjefe de tanques blindados y tropas mecanizadas. De 1958 a 1964 fue comandante de las tropas del Distrito Militar de los Cárpatos. A partir de junio de 1964 fue presidente del Comité Central de la Sociedad Voluntaria de Ayuda al Ejército, Fuerza Aérea y Marina (DOSAAF). Además de su carrera militar fue diputado de las V, VI y VII convocatorias del Soviet Supremo de la Unión Soviética y se convirtió en candidato a miembro del Comité Central del PCUS en 1961. 

## Biografía

### Infancia y juventud
Andréi Guetman nació el 5 de octubre de 1903 en la pequeña localidad rural de Klepali en la gobernación de Kursk —en esa época situada en el Imperio ruso, actualmente ubicada en el óblast de Sumy en Ucrania— en el seno de una familia de campesinos ucranianos. Después de graduarse en la escuela rural de su localidad natal, trabajó como obrero en una fábrica de azúcar y en la estación de tren de Vorozhba durante más de cuatro años.
En octubre de 1924, fue reclutado en el Ejército Rojo. En 1927 se graduó en la Escuela de Comandantes Rojos (VUTSIK), tras lo cual se convirtió en comandante de pelotón en el 130.º Regimiento de Fusileros de la 44.ª División de Fusileros durante el mes de septiembre. Ese mismo año se afilió al Partido Comunista de la Unión Soviética y fue ascendido a comandante de compañía del mismo regimiento. En mayo de 1929, asumió el cargo de ayudante del jefe del Primer Departamento del Estado Mayor de la división y jefe de la Casa del Ejército Rojo en Zhitómir.
En marzo de 1930, ocupó el puesto de jefe de los cursos de la Escuela de Comandantes Rojos. Entre octubre de 1931 y febrero de 1933, fue jefe de la Escuela de Regimiento del Regimiento de Fusileros de Krivói Rog de la División Territorial de Fusileros de la misma localidad ucraniana. Posteriormente, en febrero de 1933, fue enviado a estudiar a la Academia Militar de Mecanización y Motorización del Ejército Rojo. En 1935 fue ascendido a teniente mayor y en 1937 se graduó en la Academia Militar de Mecanización y Motorización del Ejército Rojo con en rango de capitán.

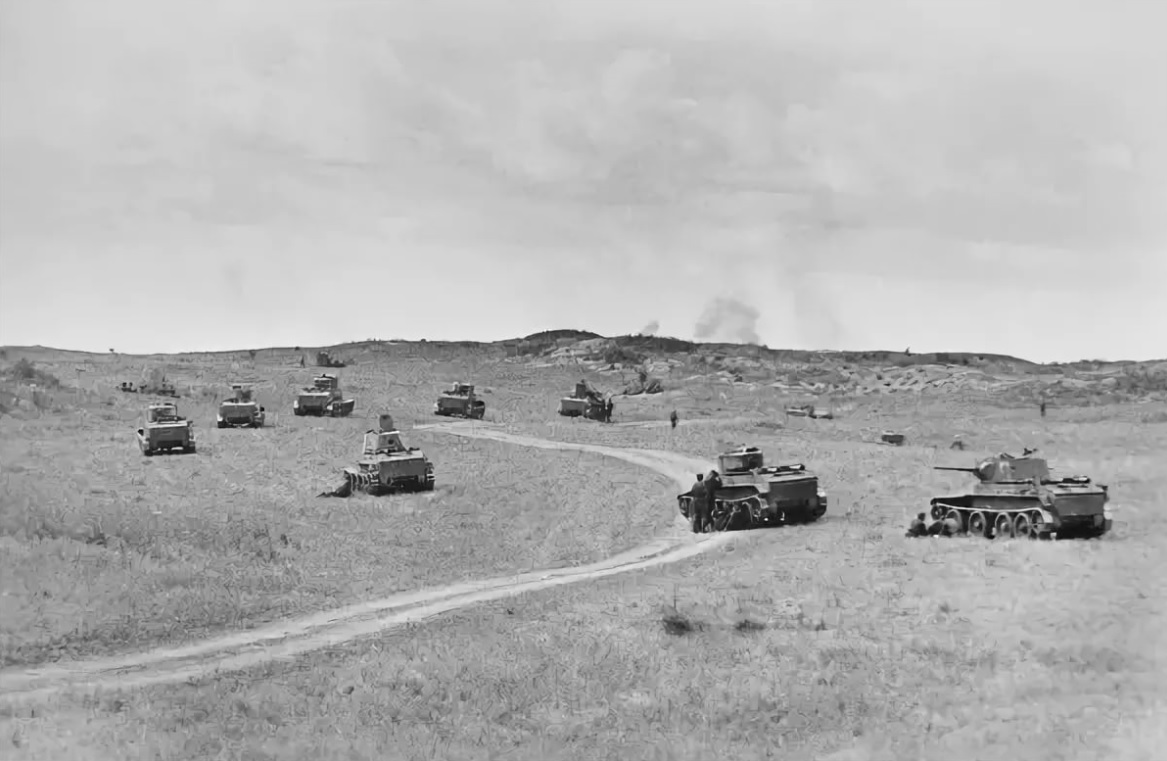
Tanques soviéticos durante la batalla de Jaljin Gol

Después de graduarse, en junio de 1937, se convirtió en el jefe del Quinto Departamento de Estado mayor del 7.º Cuerpo Mecanizado del Distrito Militar de Transbaikal. En febrero de 1938, después de ser ascendido a mayor, asumió el puesto de comandante interino y jefe de Estado Mayor de la 31.ª Brigada Mecanizada. En agosto, dirigió la brigada durante la batalla del lago Jasán y durante el verano de 1939, luchó en la batalla de Jaljin Gol. En septiembre de 1939, se convirtió en el comandante asistente de la 2.ª Brigada Mecanizada y fue ascendido a teniente coronel el 8 de octubre de 1940. Fue transferido al mando de la 45.ª Brigada Independiente de Tanques Ligeros, siendo ascendido a coronel el 9 de diciembre. El 11 de marzo de 1941, fue designado al mando de la 27.ª División de Tanques y poco después, el 26 de marzo, se convirtió en jefe de Estado Mayor del 30.º Cuerpo Mecanizado.

### Segunda Guerra Mundial
En septiembre, fue nombrado comandante de la 112.º División de Tanques, que había llegado desde la región de Transbaikalia para luchar en defensa de Moscú. Elementos de la división estuvieron activos en el área de Sérpujov con el 49.º Ejército y luego fueron asignados al grupo de Pável Belov y lucharon en la defensa de Kashira. Luego división fue enviada a Kashira, donde luchó junto con el 1.er Cuerpo de Fusileros de la Guardia de Belov durante el contraataque contra las unidades blindadas de Heinz Guderian. La división fue luego transferida para apoyar al 50.º Ejército, donde las tropas alemanas casi habían rodeado Tula. La división soviética contraatacó a las unidades de tanques alemanes y se unió al 999.º Regimiento de Fusileros de la 258.ª División de Fusileros, despejando de tropas enemigas la carretera Tula-Moscú. Guetman hizo avanzar a su división y derrotó a las unidades alemanas en la estación de Revyakino el 7 de diciembre, abriendo la línea de ferrocarril Moscú-Tula. El 8 de diciembre, la división fue transferida oficialmente al 50.º Ejército y ayudó a liberar la localidad de Yásnaia Poliana. La división pasó a formar parte del grupo móvil del 50.º Ejército bajo el mando de Vasili Popov. La 112.º División de Tanques luchó en el ataque a Kaluga y ayudó a capturar la ciudad el 30 de diciembre.

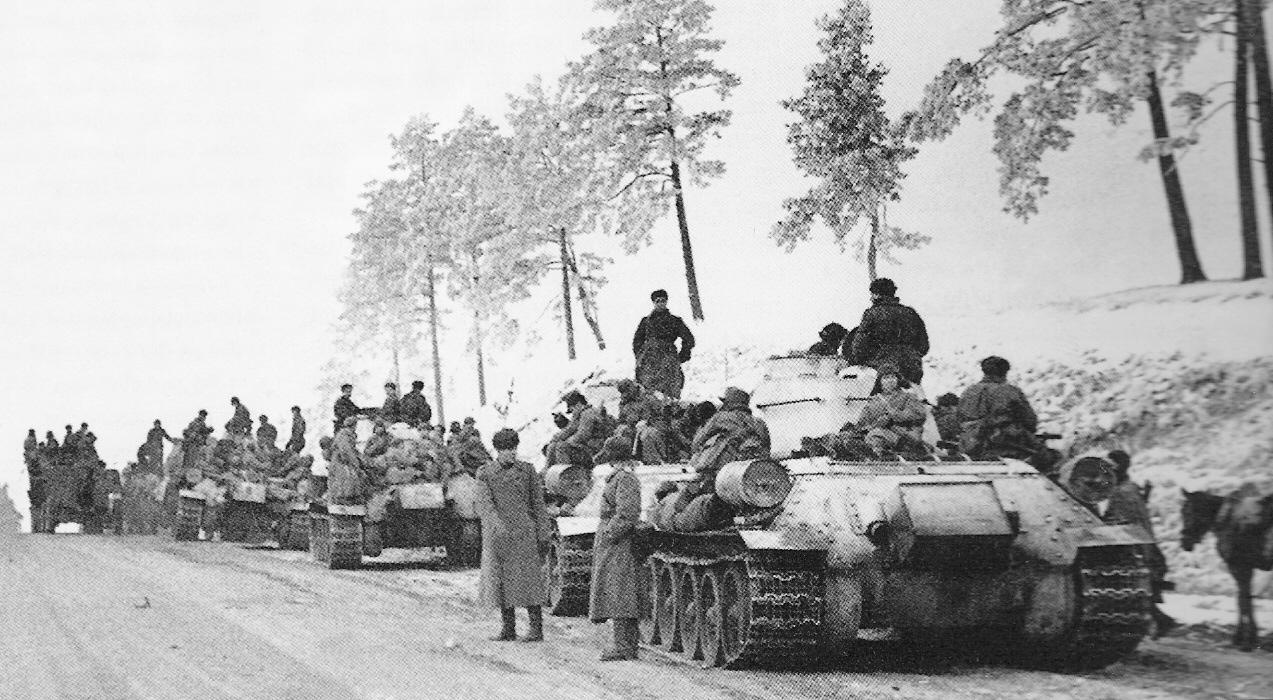
Columna de tanques T-34/85 durante la ofensiva Zhitomir-Berdichev en 1944.

Guetman se convirtió en el comandante del 6.º Cuerpo de Tanques en abril de 1942. Durante el verano, el cuerpo luchó en las batallas de Rzhev y luego dirigió el cuerpo durante la batalla de Kursk en julio de 1943. Por sus acciones en este última batalla, el cuerpo fue galardonado con el título honorífico de guardias y renombrado como 11.º Cuerpo de Tanques de la Guardia en octubre de 1943. Dirigió el cuerpo de ejército durante la ofensiva de Zhitómir-Berdichev, la batalla de Korsun-Cherkasy, la ofensiva de Proskurov-Chernivtsí (todas ellas parte de la más amplia ofensiva del Dniéper-Cárpatos) y la ofensiva de Leópolis-Sandomierz . En agosto de 1944 fue ascendido a comandante adjunto del 1.er Ejército de Tanques de la Guardia. En ese puesto, participó en la ofensiva del Vístula-Oder, la ofensiva de Pomerania Oriental y la batalla de Berlín.

### Posguerra
En julio de 1945, se convirtió en el comandante adjunto de las fuerzas blindadas y mecanizadas del Distrito Militar de los Urales. Un año después, ocupó el puesto de comandante de las fuerzas blindadas y mecanizadas de dicho distrito. En noviembre, fue transferido al mando de las fuerzas blindadas y mecanizadas subordinadas al Distrito Militar de Transcaucasia, puesto que ocupó hasta enero de 1949, cuando se convirtió en jefe de Estado Mayor y comandante adjunto de las fuerzas blindadas y mecanizadas del Ejército soviético.
El 3 de agosto de 1953 fue ascendido a coronel general y en abril de 1956, se convirtió en comandante del Ejército Mecanizado Independiente, que en junio de 1957 se convirtió en el 1.er Ejército Independiente de Armas Combinadas. En abril de 1958 fue transferido al mando del Distrito Militar de los Cárpatos. Ese mismo año se convirtió en diputado de la V convocatoria del Soviet Supremo de la Unión Soviética y continuó sirviendo como diputado hasta después de la VIII convocatoria en 1974. En 1961 se convirtió en candidato a miembro del Comité Central del PCUS.
El 13 de abril de 1964 fue ascendido a general del ejército. En junio, Guetman se convirtió en presidente del Comité Central de la Sociedad Voluntaria de Ayuda al Ejército, Fuerza Aérea y Marina (DOSAAF). El 7 de mayo de 1965, el Presídium del Sóviet Supremo de la Unión Soviética le otorgó el título de Héroe de la Unión Soviética y la Orden de Lenin con motivo del vigésimo aniversario del fin de la Segunda Guerra Mundial. Durante su etapa al frente de la DOSAAF  desarrolló los estándares de aptitud física para los reclutas y los implementó en 1966. En enero de 1972, se convirtió en inspector asesor del Grupo de Inspectores Generales del Ministerio de Defensa, lo que en la práctica supone que se retiró del servicio activo. 
Después de retirarse del servicio activo fijó su residencia en Moscú, donde murió el 8 de abril de 1987 y fue enterrado en el cementerio de Novodévichi.

## Familia
Guetman se casó con Olga Ivanovna, que murió en 1972 y trabajaba como médica. Tuvo una hija, Elvina, nacida en 1932 y un hijo, Anatoli, nacido en 1938 que murió en 1967.

## Promociones
- Mayor general de las Fuerzas de Tanques (30 de mayo de 1942)
- Teniente general de las Fuerzas de Tanques (21 de agosto de 1943)
- Coronel general de las Fuerzas de Tanques (3 de agosto de 1953)
- General del Ejército (13 de abril de 1964).[7]

## Condecoraciones y reconocimientos
A lo largo de su carrera militar, Andréi Guetman recibió las siguientes condecoracionesː
Unión Soviética
- Héroe de la Unión Soviética (7 de mayo de 1965)
- Orden de Lenin, cinco veces  (10 de enero de 1944, 15 de noviembre de 1950, 4 de octubre de 1963, 7 de mayo de 1965, 4 de mayo de 1983)
- Orden de la Revolución de Octubre (4 de octubre de 1973)
- Orden de la Bandera Roja, seis veces (12 de abril de 1942, 3 de noviembre de 1944, 29 de mayo de 1945, 28 de enero de 1954, 24 de junio de 1954, 22 de febrero de 1968);
- Orden de Suvórov de 2.do grado (27 de agosto de 1943)
- Orden de Bohdán Jmelnitski de 2.do grado (29 de mayo de 1944)
- Orden de la Guerra Patria de 1.er grado (11 de marzo de 1985)
- Orden de la Estrella Roja (17 de noviembre de 1939)
- Orden del Servicio a la Patria en las Fuerzas Armadas de la URSS de 3.er grado (30 de abril de 1975)
- Medalla Conmemorativa por el Centenario del Natalicio de Lenin
- Medalla por la Defensa de Moscú
- Medalla por la Victoria sobre Alemania en la Gran Guerra Patria 1941-1945
- Medalla Conmemorativa del 20.º Aniversario de la Victoria en la Gran Guerra Patria de 1941-1945
- Medalla Conmemorativa del 30.º Aniversario de la Victoria en la Gran Guerra Patria de 1941-1945
- Medalla Conmemorativa del 40.º Aniversario de la Victoria en la Gran Guerra Patria de 1941-1945
- Medalla por la Conquista de Berlín
- Medalla por la Liberación de Varsovia
- Medalla de Veterano de las Fuerzas Armadas de la URSS
- Medalla por el Fortalecimiento de la Cooperación Militar
- Medalla del 30.º Aniversario de las Fuerzas Armadas de la URSS
- Medalla del 40.º Aniversario de las Fuerzas Armadas de la URSS
- Medalla del 50.º Aniversario de las Fuerzas Armadas de la URSS
- Medalla del 60.º Aniversario de las Fuerzas Armadas de la URSS
- Medalla del 70.º Aniversario de las Fuerzas Armadas de la URSS
- Medalla Conmemorativa del 800.º Aniversario de Moscú

Otros países
- Caballero Comendador de la Orden del Imperio Británico (Reino Unido, 15 de noviembre de 1944);
- Orden del León Blanco (Checoslovaquia)
- Cruz de Oficial de la Orden Polonia Restituta (Polonia, 6 de octubre de 1973)
- Orden Militar por el Mérito al Pueblo y a la Patria (Alemania, 8 de mayo de 1975)
- Orden de Süjbaatar (Mongolia)
- Orden al Mérito Militar (Mongolia, 6 de julio de 1971)
- Orden de la Bandera Roja (Mongolia)
- Orden de Tudor Vladimirescu de 1.er grado (Rumanía; 24 de octubre de 1969)
- Orden de Defensa de la Patria 2.do grado (Rumanía)
- Orden de la República Popular de Bulgaria
- Medalla Conmemorativa del Paso de Dukel (Checoslovaquia)
- Medalla por el Fortalecimiento de la Amistad en Armas (Checoslovaquia)
- Medalla por la Liberación del Yugo Fascista (Rumania)
- Medalla de la Amistad Chino-Soviética (China)
- Medalla Conmemorativa del Centenario del Nacimiento de Gueorgui Dimitrov (Bulgaria);
- Medalla Conmemorativa del 40.º Aniversario de la Victoria sobre el Fascismo Nazi (Bulgaria, 16 de mayo de 1985);
- Medalla Conmemorativa XX Aniversario de las Fuerzas Armadas Revolucionarias (1976);
- Medalla del 30.º Aniversario de la Victoria en Jaljin Gol (Mongolia; 15 de agosto de 1969)
- Medalla del 50.º Aniversario del Ejército Popular de Mongolia (15 de marzo de 1971)
- Medalla del 50.º Aniversario de la revolución popular de Mongolia (16 de diciembre de 1971)
- Medalla del 30.º Aniversario de la Victoria sobre el Japón Militarista (Mongolia, 1975)
- Medalla del 40.º Aniversario de la Victoria de Jaljin-Gol (Mongolia;  26 de noviembre de 1979)
- Medalla del 60.º Aniversario del  Ejército Popular de Mongolia (1981)

Además fue nombrado ciudadano honorífico de las ciudades de Kaluga (1966), Tula (1966), Chernivtsí (1969) y Yasnogorsk (1999).